# 毛杭子梢
毛杭子梢（学名：Campylotropis hirtella）为豆科杭子梢属下的一个种。

## 扩展阅读
維基物種上的相關：毛杭子梢